# Enrique Vázquez Castro
Enrique Vázquez Castro (Vitòria, País Basc, 8 de febrer de 1968) és un compositor i sacerdot vitorià.
Va cursar els estudis de piano i composició al Conservatori Superior de Música Jesús Guridi de la seva ciutat natal, obtenint l'any 2000 el Premi d'Honor de Fi de Carrera de Composició i Instrumentació.
La seva popularitat va augmentar al Pontifici Consell per als Laics amb l'himne (obra conjunta d'Enrique Vázquez Castro i César Franco) per a la Jornada Mundial de la Joventut de Madrid 2011.

## Obres

### Música d'orquestra
- Fecisti nos ad Te	2007	orq	10'[4]
- Inquietum est cor nostrum	2008	orq	10'

### Música de banda
- Haurrentzako hiru soinuak	2004	Bnd	16'

### Música de cambra
- Bizitza	1996	fl/cl/fg/p/perc/va/vc	10'40
- Bostetan bost	1999	fl/cl/va/vc/vbr	5'31
- Quinteto de Viento		fl/ob/cl/tpa/fg

### Música instrumental solista
- Aots urdiña	1995	órg	10
- Hasieran bazen hitza	1999	fl/elec	10'16
- Interior intimo meo	2002	acr	11'03
- Itxaropen izarra	1996	órg	13'
- Kimu	1999	sax/perc	18'43
- Kordia	2000	vc/elec	10'16

### Música vocal
- A Cristo Crucificado	1995	Mzsolo/p	3'
- Hire anaiaren odola	2001	Mz/sax/acr/perc/elec	14'25

### Música de cor
- Babes gaitzazu, Ama		Co/órg
- Bedeinkatua	2004	Tsolo/T/T/Br/B	6'
- Jesu Dulcis Memoria	1997	S/A/T/B	9'
- Victimae pascali laudes	S/A/T/B